# Ulf Nilsson (ishockeyspelare)
Ulf "Lill-Pröjsarn" Nilsson, egentligen Ulf Gösta Nilsson, född 11 maj 1950 i Nynäshamn, är en svensk före detta professionell ishockeyspelare som spelat för bland andra Winnipeg Jets, New York Rangers och AIK. Han banade, tillsammans med exempelvis Anders Hedberg, vägen för framtida europeiska storstjärnor i WHA och NHL.

## Karriär
Ulf Nilsson fick smeknamnet "Lill-Pröjsarn" som son till AIK-spelaren (i fotboll, även två landskamper) Gösta "Pröjsarn" Nilsson.
Mellan 1974 och 1978 var han fixstjärna i den professionella ishockeyligan WHA och var aldrig under 114 poäng någon av säsongerna. Säsongen 1976–1977 vann han assistligan med 85 assist och delade assistligan kommande säsong med Marc Tardif på 89 assist. Han vann Avco Cup för Winnipeg Jets både 1976 och 1978. I 1976 års slutspel gjorde han 26 poäng på endast 13 matcher.
I mitten av 1978 skrev Nilsson kontrakt med NHL-klubben New York Rangers. På grund av flera skador stannade Nilssons NHL-karriär på endast 160 matcher, fördelat på tre fulla säsonger. En av de svåraste skadorna var ett benbrott efter en tackling av Denis Potvin i rivaliserande New York Islanders 1979. Sedan den incidenten sjunger Rangersfansen fortfarande en ramsa om Potvin i alla matcher.
Nilsson deltog i svenska landslaget i två VM (silver 1973 och brons 1974) och två Canada Cup (fyra 1976 och femma 1981). Han är Stor grabb i ishockey, nummer 111. Han fälldes i vid VM 1974 för dopning då han hade tagit hostmedicin, som han fått av sin läkare, som innehöll det förbjudna ämnet efedrin. Sverige fråntogs två poäng i den aktuella matchen och Ulf Nilsson blev diskvalificerad från fortsatt medverkan under VM:et. Han erhöll trots det en bronsmedalj för sin medverkan.

## Statistik

### Klubbkarriär
| 1974–75    | Winnipeg Jets       | WHA        | 78  | 26  | 94  | 120 | 79  | —  | —  | —  | —  | —  |
| 1975–76    | Winnipeg Jets       | WHA        | 78  | 38  | 76  | 114 | 84  | 13 | 7  | 19 | 26 | 6  |
| 1976–77    | Winnipeg Jets       | WHA        | 71  | 39  | 85  | 124 | 89  | 20 | 6  | 21 | 27 | 33 |
| 1977–78    | Winnipeg Jets       | WHA        | 73  | 37  | 89  | 126 | 89  | 9  | 1  | 13 | 14 | 12 |
| 1978–79    | New York Rangers    | NHL        | 59  | 27  | 39  | 66  | 21  | 2  | 0  | 0  | 0  | 2  |
| 1979–80    | New York Rangers    | NHL        | 50  | 14  | 44  | 58  | 20  | 9  | 0  | 6  | 6  | 2  |
| 1980–81    | New York Rangers    | NHL        | 51  | 14  | 25  | 39  | 42  | 14 | 8  | 8  | 16 | 23 |
| 1981–82    | Springfield Indians | AHL        | 2   | 0   | 0   | 0   | 0   | —  | —  | —  | —  | —  |
| 1982–83    | New York Rangers    | NHL        | 10  | 2   | 4   | 6   | 2   | —  | —  | —  | —  | —  |
| 1982–83    | Tulsa Oilers        | CHL        | 3   | 2   | 1   | 3   | 4   | —  | —  | —  | —  | —  |
| NHL totalt | NHL totalt          | NHL totalt | 170 | 57  | 112 | 169 | 85  | 25 | 8  | 14 | 22 | 27 |
| WHA totalt | WHA totalt          | WHA totalt | 300 | 140 | 344 | 484 | 341 | 42 | 14 | 53 | 67 | 51 |